# Балинский, Михаил Игнатович
Михаил (Михал) Игнатович Балинский (пол. Michał Baliński, лит. Mykolas Balinskis, псевдонимы Аушлавис, Уштаритoйиc, Мокитинис; 14 августа 1794, Тересполь, Великое княжество Литовское — 3 января 1864, Яшюнай, Виленская губерния) — историк и публицист; брат художника Станислава Балинского, ученика Яна Рустема.

## Биография
Михаил Балинский родился 14 августа 1794 года в Тересполе в семье Анны (урождённой) Корсак и Игнатия Ивановича Балинского, будущего статского советника и Виленского уездного маршала (предводителя дворянства). Учился в Виленском университете, где в 1815 году получил степень магистра философии на естественно-математическом факультете.
В 1816—1822 и 1820—1830 годах сотрудник журнала «Dziennik Wileński». Вместе с историком, профессором Виленского университета Иоахимом Лелевелем основал журнал «Tygodnik Wileński» (1818). Был членом общества шубравцев («бездельников»), где носил имя Аушлавис, и сотрудник сатирического издания шубравцев „Wiadomości Brukowe“.
Масон, член виленской ложи «Усердный литвин реформированный», созданной членами общества шубравцев.
В мае 1819 года унаследовал отцовское имение в Яшунах (25 км от Вильнюса).
В мае 1820 года женился на Зофии Снядецкой, дочери президента общества шубравцев, профессора Виленского университета Анджея Снядецкого и племяннице ректора университета Яна Снядецкого. Ян Снядецкий, выйдя в отставку (1824), обосновался у зятя в Яшунах, где для семьи Снядецких-Балинских был выстроен дворец в стиле позднего классицизма по проекту Кароля Подчашинского. Здесь часто и подолгу бывали Томаш Зан, А. Э. Одынец, Юлиуш Словацкий и многие другие представители виленской интеллектуальной элиты.
За причастность к подготовке восстания 1831 года Балинский находился под арестом.
С 1836 года жил в Варшаве. Стал одним из основателей научного и литературного журнала «Biblioteka Warszawska». С 1847 года жил главным образом в Яшунах, часто бывая в Вильне. Со дня основания (1855) состоял вице-председателем Виленской археологической комиссии. В 1859 году также был вице-председателем Музеума древностей в Вильно. Написал трёхтомную историю Вильны (1836—1837) и труд по истории виленской иезуитской Академии и университета (1862). Член Минералогического общества в Дрездене, Научного общества в Кракове, Русского географического общества.
Похоронен на кладбище в Яшунах.

## Память
Имя Балинского носит гимназия на улице Балинского в Яшюнай Шальчининкского района и улица в Вильнюсе (в Новой Вильне).

## Сочинения
- Rys życia Jana Śniadeckiego : (wyjątek z Kuryera Lit.) (1830)
- Wspomnienia o Janie Śniadeckim (недоступная ссылка) (1830)
- Opisanie statystyczne miasta Wilna (1835)
- Historya miasta Wilna Tom 1 (1836) Tom 2 (1836)
- Pamiętniki o królowej Barbarze, żonie Zygmunta Augusta Tom 1 (1837) Tom 2 (1840)
- Fundacya zakonu i kościoła XX. Kapucynów w Warszawie (1840)
- Wspomnienie jednego dnia wędrówki po kraju (1841)
- Historya polska (1844)
- Starożytna Polska pod względem historycznym, jeograficznym i statystycznym opisana Tom 1 (1843) Tom 2 Czesc 1 (1844) Tom 2 Czesc 2 (1845) Tom 3 (1846)
- Studia historyczne Michała Balińskiego (недоступная ссылка) (1856)
- Pamiętniki historyczne do wyjaśnienia spraw publicznych w Polsce XVII wieku posługujące, w dziennikach domowych Obuchowiczów i Cedrowskiego pozostałe (1859)
- Dawna Akademia Wileńska : próba jéj historyi : od założenia w roku 1579 do ostatecznego jéj przekształcenia w roku 1803 (1862)
- Mykolas Balinskis. Vilniaus miesto istorija. Iš lenkų kalbos vertė Ona Slavėnaitė, Irena Katilienė; iš lotynų kalbos vertė Jūratė BaronienėVilnius: Mintis, 2007. ISBN 978-5-417-00907-5 (первый перевод на литовский язык).